# 薩卡里巴
薩卡里巴（Saqaliba），是中世纪时在阿拉伯世界、北非、西西里与伊比利亞半島活动的斯拉夫奴隶与商人。语源来自拜占廷语的saqlab, siklab, saqlabi等，也指中歐与东歐的奴隶。
波斯史家提到两种薩卡里巴：一种膚色黝黑住在島中，另一种淺膚色的生活在大陸，他们來源地是基辅与摩尔多瓦，也有人说他们來自巴尔干中部，他们勇敢而暴力。拜占廷史家说660年穆阿威叶一世置5000人在敘利亚。
他们是被中亚奴隶商人与拉特纳犹太人，通过拜占廷帶到北非与伊比利亞半島。他们在伊斯兰世界充任仆人、閹人、士兵、工匠、后宮女奴与哈里发侍卫。
在東欧，伏尔加保加利亚（Volga Bulgaria）汗王阿爾米斯（Almış）被伊斯兰史家伊本·法德蘭（Ibn Fadlan）称为“薩卡里巴之王”。